# Tiago Splitter
Pour les articles homonymes, voir Splitter (homonymie).
Tiago Splitter, né le 1er janvier 1985 à Joinville au Brésil, est un joueur puis entraîneur brésilien de basket-ball. En tant que joueur, il évoluait aux postes d'ailier fort et pivot.
Il remporte un titre de champion NBA en 2014 avec les Spurs de San Antonio.

## Biographie
Splitter est drafté au premier tour de la draft 2007 (28e choix) par les Spurs de San Antonio.
Le 9 juillet 2015, il est transféré aux Hawks d'Atlanta contre un second tour de draft 2017 protégé ainsi que les droits sur Yórgos Príntezis.
Il annonce sa retraite sportive le 19 février 2018.
En 2018, Splitter rejoint l'encadrement des Nets de Brooklyn. Il quitte les Nets à la fin de la saison 2022-2023.
Le 15 juillet 2024, il devient le nouvel entraîneur principal du Paris Basketball, évoluant dans le championnat de France et en Euroligue,. Splitter remporte le championnat de France.
Pour la saison 2025-2026, Splitter rejoint les Trail Blazers de Portland comme entraîneur adjoint.

## Palmarès

### En club

#### NBA
- Champion NBA en 2014 avec les Spurs de San Antonio.
- Champion de la Conférence Ouest en 2013 et 2014 avec les Spurs de San Antonio.
- Champion de la Division Southwest en 2011, 2012 et 2013 avec les Spurs de San Antonio.

#### Liga ACB
- Champion d'Espagne 2008, 2010 avec Vitoria
- Vainqueur de la Coupe du Roi 2006, 2009 avec Vitoria
- Vainqueur de la Supercoupe d'Espagne 2005, 2006, 2007, 2008 avec Vitoria

### Sélection nationale
- Championnat du monde masculin de basket-ball.
  - Participation au Championnat du monde 2002 aux États-Unis.
  - Participation au Championnat du monde 2006 au Japon.
  - Participation au Championnat du monde 2010 en Turquie.
  - Participation à la Coupe du monde 2014 en Espagne.
- Champion des Amériques 2005, 2009.
- Champion d'Amérique du Sud 2003.

### Distinctions personnelles
- Nommé dans le premier cinq de l'Euroligue 2007-2008.
- Nommé dans le deuxième cinq de l'Euroligue 2008-2009 et 2009-2010.
- MVP de la Ligue ACB 2010.
- MVP des finales de la ligue ACB 2010.
- MVP de la Supercoupe d'Espagne 2006, 2007.

### Comme entraîneur
- Champion de France en 2025.

## Records sur une rencontre en NBA
Les records personnels de Tiago Splitter en NBA sont les suivants, :
| Type de statistique        | Saison régulière | Saison régulière           | Saison régulière | Playoffs | Playoffs                  | Playoffs      |
| Type de statistique        | Record           | Adversaire                 | Date             | Record   | Adversaire                | Date          |
| -------------------------- | ---------------- | -------------------------- | ---------------- | -------- | ------------------------- | ------------- |
| Points                     | 26               | @ Suns de Phoenix          | 25 avril 2012    | 19       | @ Mavericks de Dallas     | 2 mai 2014    |
| Paniers marqués            | 11               | @ Rockets de Houston       | 21 janvier 2012  | 7        | Mavericks de Dallas       | 30 avril 2014 |
| Paniers tentés             | 14               | @ Hawks d'Atlanta          | 22 mars 2015     | 10       | 2 fois                    | 2 fois        |
| Paniers à 3 points réussis | 1                | 2 fois                     | 2 fois           | -        | -                         | -             |
| Paniers à 3 points tentés  | 3                | @ Knicks de New York       | 12 avril 2017    | 1        | 2 fois                    | 2 fois        |
| Lancers francs réussis     | 9                | @ Warriors de Golden State | 16 avril 2012    | 11       | @ Mavericks de Dallas     | 2 mai 2014    |
| Lancers francs tentés      | 12               | 2 fois                     | 2 fois           | 12       | 2 fois                    | 2 fois        |
| Rebonds offensifs          | 7                | 2 fois                     | 2 fois           | 6        | 3 fois                    | 3 fois        |
| Rebonds défensifs          | 13               | @ Warriors de Golden State | 22 mars 2014     | 9        | Thunder d'Oklahoma City   | 21 mai 2014   |
| Rebonds totaux             | 14               | 5 fois                     | 5 fois           | 13       | @ Mavericks de Dallas     | 26 avril 2014 |
| Passes décisives           | 7                | 2 fois                     | 2 fois           | 7        | Trail Blazers de Portland | 14 mai 2014   |
| Interceptions              | 3                | 4 fois                     | 4 fois           | 4        | Warriors de Golden State  | 14 mai 2013   |
| Contres                    | 4                | Jazz de l'Utah             | 22 mars 2013     | 4        | @ Grizzlies de Memphis    | 27 mai 2013   |
| Balles perdues             | 5                | 2 fois                     | 2 fois           | 4        | Heat de Miami             | 5 juin 2014   |
| Minutes jouées             | 36               | Warriors de Golden State   | 18 janvier 2013  | 34       | Grizzlies de Memphis      | 21 mai 2013   |

- Double-double : 24 (dont 4 en playoffs)
- Triple-double : 0